# Спадкоємиця «Перевертнів»
Спадкоємиця «Перевертнів» (латис. Vilkaču mantiniece) — радянський художній фільм 1990 року, знятий режисером Гунарсом Цілінскісом.

## Сюжет
Середина 19 століття. У глухому куточку на березі озера поруч живуть дві сім'ї. У одній справи йдуть погано: неврожаї, падіж худоби, хвороби; в той час як в іншої все добре. І перша сім'я з ненавистю дивиться на другу, вважаючи, що тут не обійшлося без чаклунства, про що розпускає чутки і вже вся округа починає ненавидіти «перевертнів». Однак, причина не в чаклунстві, просто «перевертні», не забувши давні традиції і звичаї, живуть у злагоді з природою. Любов між хлопцем з першої сім'ї Андрейс і дівчиною з «перевертнів» Лавіза долає забобони, недовіра і ненависть.

## У ролях
- Зане Янчевська — Лавізе
- Андерс Двіньянінов — Андрейс
- Марга Тетері — Даце
- Евалдс Валтерс — Бертуліс
- Гунарс Цілінскіс — господар хутора
- Даце Еверса — господиня хутора
- Антра Лієдскалниня — Зіліте
- Яніс Паукштелло — Густ

## Знімальна група
- Сценаріст : Гунарс Цілінскіс
- Режисер : Гунарс Цілінскіс
- Оператор : Валдіс Еглітіс
- Композитор : Петерис Васкс
- Художник : Інара Антоне